# Your Highness
Your Highness, född 24 april 2009, är en svensk varmblodig travhäst. Hon inledde karriären hos Ulf Stenströmer. Senare tränades hon av Fabrice Souloy i Frankrike. Under karriärens sista säsong 2017 tränades hon av Björn Goop. Hon kördes av Björn Goop.
Your Highness tävlade åren 2012–2017 och sprang in 9,2 miljoner kronor på 59 starter varav 26 segrar, 10 andraplatser och 5 tredjeplatser. Hon tog karriärens största segrar i Prix de Brest (2016), Prix de Lille (2016), Olympiatravet (2016) och Copenhagen Cup (2016). Hon kom även på andraplats i Stochampionatet (2013), Prix Jean-Luc Lagardère (2016), Prix René Ballière (2016) och Olympiatravet (2017) samt på tredjeplats i Derbystoet (2013) och Sto-EM (2015).

## Karriär
Your Highness började tävla som treåring i Ulf Stenströmers regi. Hon gjorde sin första start den 5 april 2012 på Åbytravet med Magnus Jakobsson i sulkyn. Ekipaget slutade på åttondeplats efter att Your Highness galopperat och därmed tappat flera meter i loppet. Hon galopperade även bort sina möjligheter i karriärens andra start den 23 april på Halmstadtravet, då hon kördes av Björn Goop. Karriärens tredje start den 29 november på Åbytravet kom att bli hennes första felfria lopp. Hon vann loppet med fem längder tillsammans med Goop. Segern följdes upp med ytterligare fyra raka segrar. Your Highness var obesegrad i sina åtta första felfria lopp.
Under säsongen 2013 kom Your Highness bland annat på andraplats i Stochampionatet den 21 juli på Axevalla travbana och på tredjeplats i Derbystoet den 1 september på Jägersro.
Den 20 oktober 2015 blev det klart att Your Highness ägare flyttar henne från tränare Stenströmer till tränaren Fabrice Souloy i Frankrike. Your Highness debuterade i sin nya regi den 21 november 2015 med en seger i Prix de Cosse le Vivien på Vincennesbanan i Paris. Efter segrar i sex av sju starter på Vincennesbanan startade hon den 30 april återigen på svensk mark, då hon vann finalen av Olympiatravet på Åbytravet tillsammans med kusken Björn Goop. Segern i Olympiatravet följdes upp med ytterligare två segrar. Först i Copenhagen Cup den 15 maj och sedan i Oslo Grand Prix den 12 juni. I efterhand fråntogs dock Your Highness segern i Oslo Grand Prix, efter att ha varit en av de hästar i Souloys stall som testats positiv för dopning med substansen kobolt. Den 13 september, ett par dagar efter att dopningen uppdagats, blev det klart att ägarna väljer att byta tränare och flytta Your Highness till Björn Goops regi.
Your Highness debuterade i Goops regi den 25 mars 2017 på Vincennesbanan i Paris, där hon kom på femteplats. Den 29 april 2017 kom Your Highness på andraplats i finalen av Olympiatravet på Åbytravet. Hon tog sin första seger i Goops regi den 23 september 2017 i ett försökslopp av Gulddivisionen på hemmabanan Färjestadstravet. Starten och segern på Färjestadstravet kom att bli karriärens sista start. Den 27 september 2017 meddelades att Your Highness slutar att tävla. Hon flyttades till Menhammar stuteri i Ekerö för att bli avelssto.